# Al di là di questi anni
Al di là di questi anni è un album di Marina Rei pubblicato il 9 febbraio del 2007 dalla On the road music factory. Si tratta di un live registrato in presa diretta in studio.

## Il disco
Il CD contiene una traccia video, nella quale è la stessa artista a spiegare le peculiarità di questo progetto mentre scorrono alcune immagini delle registrazioni in studio. 
Il disco contiene anche una cover, Quello che non c'è degli Afterhours, uno dei gruppi più amati dalla Rei.

## Tracce
1. I miei complimenti – 4:31
2. Fammi entrare – 5:12
3. Noi – 5:49
4. Inaspettatamente – 3:55
5. T'innamorerò – 5:50
6. Continui – 4:28
7. Al di là di questi anni – 4:42
8. Song'je – 3:20
9. Un inverno da baciare – 4:18
10. La parte migliore di me – 4:23
11. Quello che non c'è – 3:01
12. Maestri sull'altare – 3:25
13. Colpisci – 3:25
14. Le stelle – 3:30

## Formazione
- Marina Rei – voce, tumbe, cajon, darabuka, timpano e cassa, djembé, effetti, chitarra acustica
- Daniele Rossi – pianoforte, moog, tastiere
- Andrea Moscianese – chitarre, voce
- Marcello Iaconetti – 1° violino
- Marcello Sirignano – 2° violino
- Emilia Mellerio – viola
- Giuseppe Tortora - violoncello